# Eris (mitología)

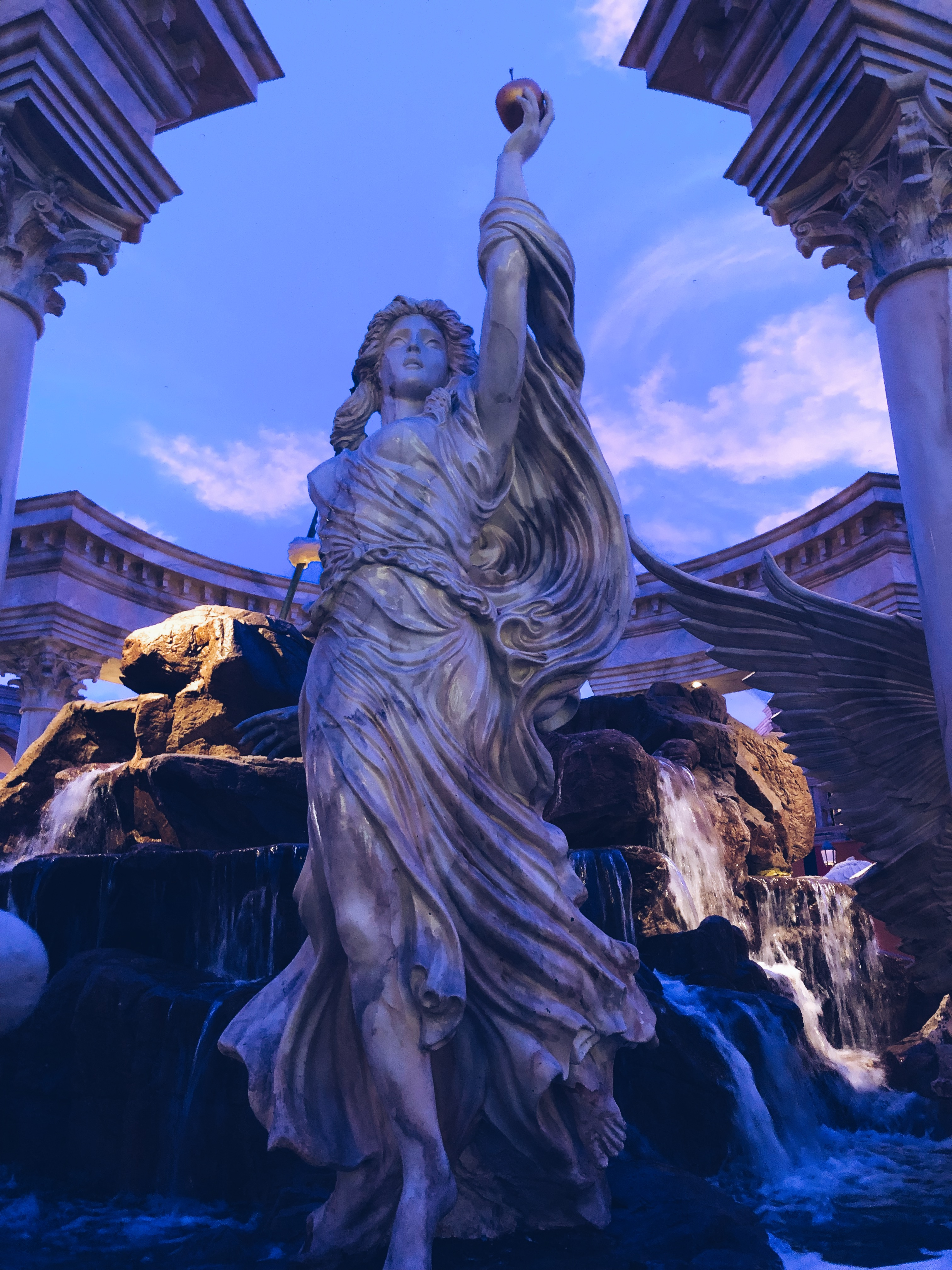
Eris, con la manzana dorada en fuente. Ubicada en el Caesar Palace, Nevada, Estados Unidos.

En la mitología griega Eris o Éride (en griego antiguo Ἔρις) es la diosa y personificación de la «Discordia», como a menudo se traduce en los textos en español y que de paso también es su nombre en latín. Dependiendo del contexto el vocablo «ἔρις» puede ser traducido como «discordia, disputa, envidia, celos, conflicto o rivalidad».
En cuanto a su ascendencia, Hesíodo alega que Nix (la Noche) dio a luz, sin acostarse con nadie, a la astuta Eris, y que esta fue la última en nacer de entre todos sus hermanos. Higino, autor latino, y claramente basándose en el anterior, dice que Discordia nació de la unión entre la Noche y el Érebo. Homero la refiere simplemente como hermana de Ares y entonces sería implícitamente hija de Zeus y Hera, pues estos son los padres de Ares en el mismo poema. Boccaccio, fuera de la mitología clásica, dice que Litigio (Discordia) es hija de Demogorgón.

## Mitología griega

### En Hesíodo
Los Trabajos y días, poesía de naturaleza didáctica, es la única fuente en la que se habla de dos Eris, una ‘buena’ y otra ‘mala’. 

Así que, después de todo, no había un único tipo de Discordia, sino que en toda la tierra había dos. Respecto a una, el hombre podría elogiarla cuando llegase a conocerla, pero la otra es censurable, y son de naturaleza completamente diferente
Pues una fomenta la guerra y batalla malvadas, siendo cruel: ningún hombre la ama; pero por fuerza, debido a la voluntad de los inmortales dioses, los hombres pagan a la severa Discordia su deuda de honor.
Pero la otra es la hermana mayor de la oscura Noche (Nix), y el hijo de Crono que se sienta en alto y mora en el éter, extendidas sus raíces en la tierra: y es mucho más amable con los hombres. Incluso logra que los perezosos trabajen duro; pues un hombre se vuelve ansioso por trabajar cuando tiene en cuenta a su vecino, un rico que se apresura por arar y plantar y poner su casa en orden, y el vecino compite con su vecino en apresurarse tras la riqueza. Esta Discordia es sana para los hombres. Y el alfarero se enfada con el alfarero, y el artesano con el artesano, y el mendigo envidia al mendigo, y el trovador al trovador.

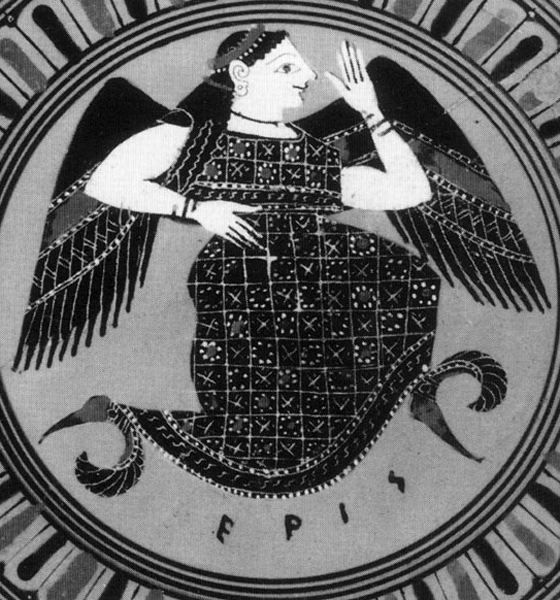
Eris alada en una placa ateniense, c. 575–525 a. C., Museo Antikensammlung, Berlin.

En la Teogonía, Hesíodo nos habla de la prole de Eris, males que azotan al hombre:

Por su parte, Eris (Discordia) parió al doloroso Ponos (Trabajo), a Lete (Olvido) y a Limos (Hambre) y al lloroso Algos (Dolor), también a las Hisminas (Disputas), las Macas (Batallas), las Fonos (Matanzas), las Androctasias (Masacres), los Neikea (Odios), las Pseudologos (Mentiras), las Anfilogías (Ambigüedades), a Disnomia (el Desorden) y a Ate (la Ruina y la Insensatez), todos ellos compañeros inseparables, y a Horcos (Juramento), el que más problemas causa a los hombres de la tierra cada vez que alguno perjura voluntariamente.

### En Homero
En los textos homéricos Eris apenas tiene personalidad individual. Aparece tan solo como un recurso poético: es una compañera de Ares, pues en la poesía épica la guerra y los conflictos son conceptos estrechamente vinculados. Al principio del libro XI de la Ilíada, Zeus envía a Eris (‘Zeus fue el causante de las disputas’) para provocar a los aqueos.

Discordia, insaciable en sus furores, hermana y compañera del homicida Ares, la cual al principio aparece pequeña y luego crece hasta tocar con la cabeza el cielo mientras anda sobre la tierra. Entonces la Discordia, penetrando por la muchedumbre, arrojó en medio de ella el combate funesto para todos y acreció el afán de los guerreros.

### En Nono de Panópolis
En las Dionisíacas, Nono de Panópolis cuenta que cuando Tifón se prepara para luchar con Zeus:

Eris era la escolta de Tifón en el enfrentamiento; Niké llevó a Zeus a la batalla.

Y de nuevo, más adelante, nos dice que fue la nodriza de uno de los gigantes:

«Se encontró con el descomunal Damasén, hijo de la Tierra, a quien otrora diera a luz su madre tras engendrarlo por sí sola. De sus mejillas redondeadas brotaba una barba de espesos mechones que tenía desde su nacimiento. Después de nacer tuvo a la Discordia como nodriza».

### La manzana de la discordia
La leyenda más famosa protagonizada por Eris nos narra el episodio de la «manzana de la discordia» (μῆλον τῆς Ἔριδος), con la palabra kallisti (τῇ καλλίστῃ, «para la más hermosa o bella»), que fue uno de los motivos que iniciaron la guerra de Troya. El motivo de Eris y la manzana, no obstante, aparece solo en fuentes tardías. Apolodoro dice que Alejandro raptó a Helena. Unos dicen que por designio de Zeus para que su hija fuese famosa al ocasionar la guerra entre Europa y Asia; otros que para exaltar la raza de los semidioses. Por una de estas razones, Eris arrojó la manzana. Higino aclara que cuando Tetis se casó con Peleo, Zeus convocó a todos los dioses a un banquete, excepto a Eris, que por haber llegado más tarde y no ser admitida en el banquete, lanzó una manzana desde la puerta al centro de la sala, y dijo que se la había de llevar la más bella.

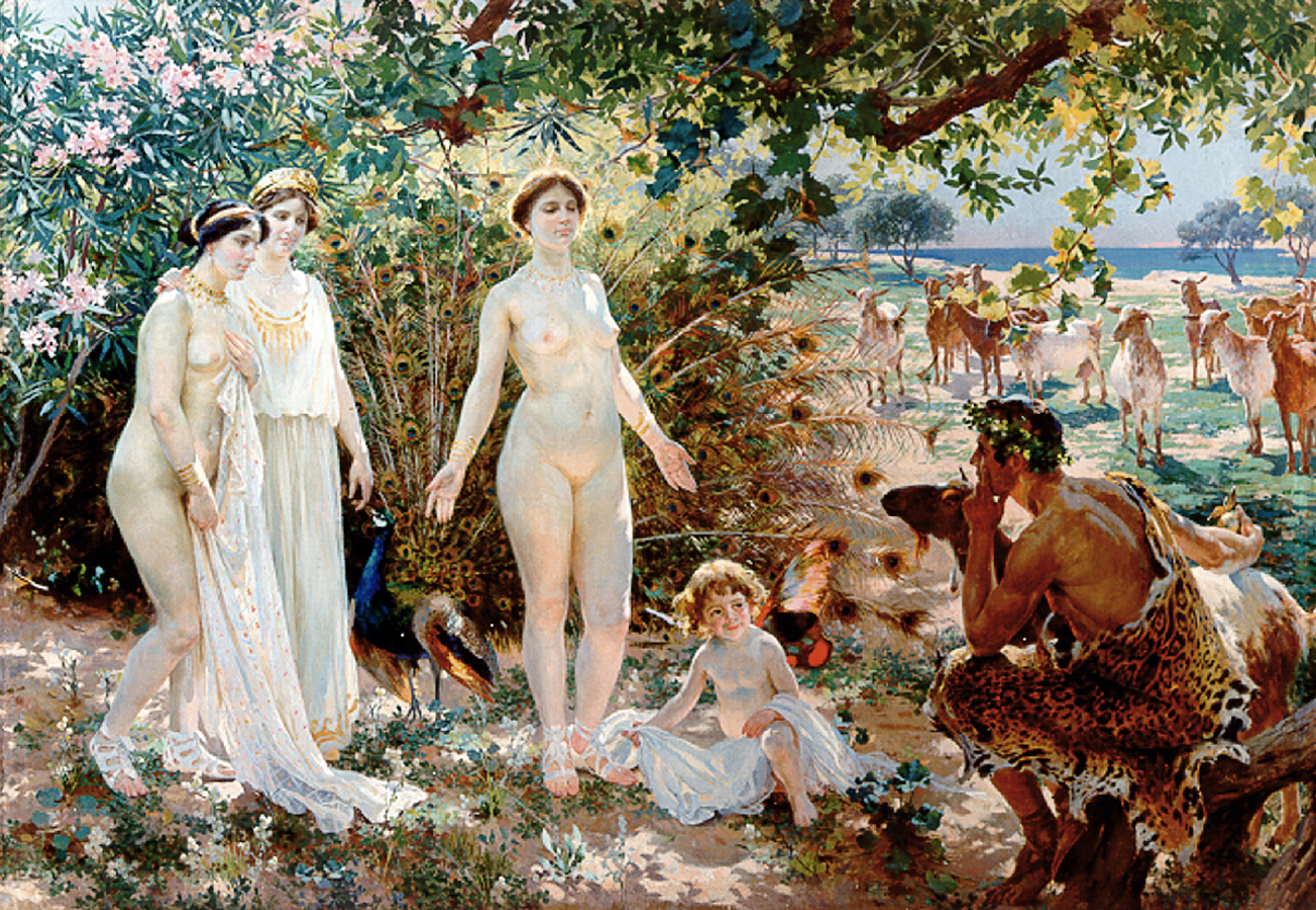
El Juicio de Paris de Enrique Simonet, 1904. Paris sujeta la manzana dorada en su mano derecha mientras observa a las diosas meditabundo.

En la Cipria se nos dice que Zeus delibera con Temis acerca de la guerra de Troya. Eris, presentándose mientras los dioses se banquetean en las bodas de Peleo, suscita un altercado a propósito de la belleza entre Atenea, Hera y Afrodita, que son conducidas por Hermes, de acuerdo con el mandato de Zeus, a presencia de Alejandro, en el Ida, para someterse a juicio. Alejandro prefiere a Afrodita, enardecido por la promesa de la boda con Helena. En efecto se dice que las tres diosas prometieron dones a Alejandro: Hera, si resultaba preferida a todas, le daría el reino sobre todos los hombres; Atenea, la victoria en la guerra; Afrodita, el matrimonio con Helena.
Luciano es el autor del que proviene el relato ortodoxo de Eris y la manzana. Dice que Tetis y Peleo se habían marchado a la cama acompañados por Anfitrite y Poseidón. Eris, entre tanto, sin que nadie se diera cuenta —pudo hacerlo con facilidad pues unos bebían y otros aplaudían con la atención puesta en Apolo, que tocaba la cítara o en las Musas, que cantaban— lanzó en medio de los asistentes una manzana preciosa, toda ella de oro, sobre cuya piel había escrito «Para la más hermosa (ἡ καλὴ λαβέτω)»; la manzana luego de dar unas cuantas vueltas fue a parar como aposta adonde estaban reclinadas Hera, Afrodita y Atenea. Y una vez que Hermes cogiéndola del suelo leyó la inscripción, las Nereidas quedaron calladas. Las tres diosas forcejearon entre sí y cada una se consideraba acreedora a la manzana. Y si Zeus no las hubiera separado, puede incluso que hubieran llegado a las manos. Pero él les dijo: «No voy a juzgar yo sobre este punto» —y eso que ellas lo consideraban idóneo para dictaminar—, marchad al Ida, a casa del hijo de Príamo que, como buen amante de la belleza, sabe dictaminar lo más hermoso y no emitiría un mal fallo.
En un intento por racionalizar el mito, Ptolomeo Queno escribió que, en lugar de una manzana, las tres diosas se disputaban quién obtendría a un hombre llamado Melo («manzana») como su sacerdote, y Paris decidió a favor de Afrodita.

## Discordianismo

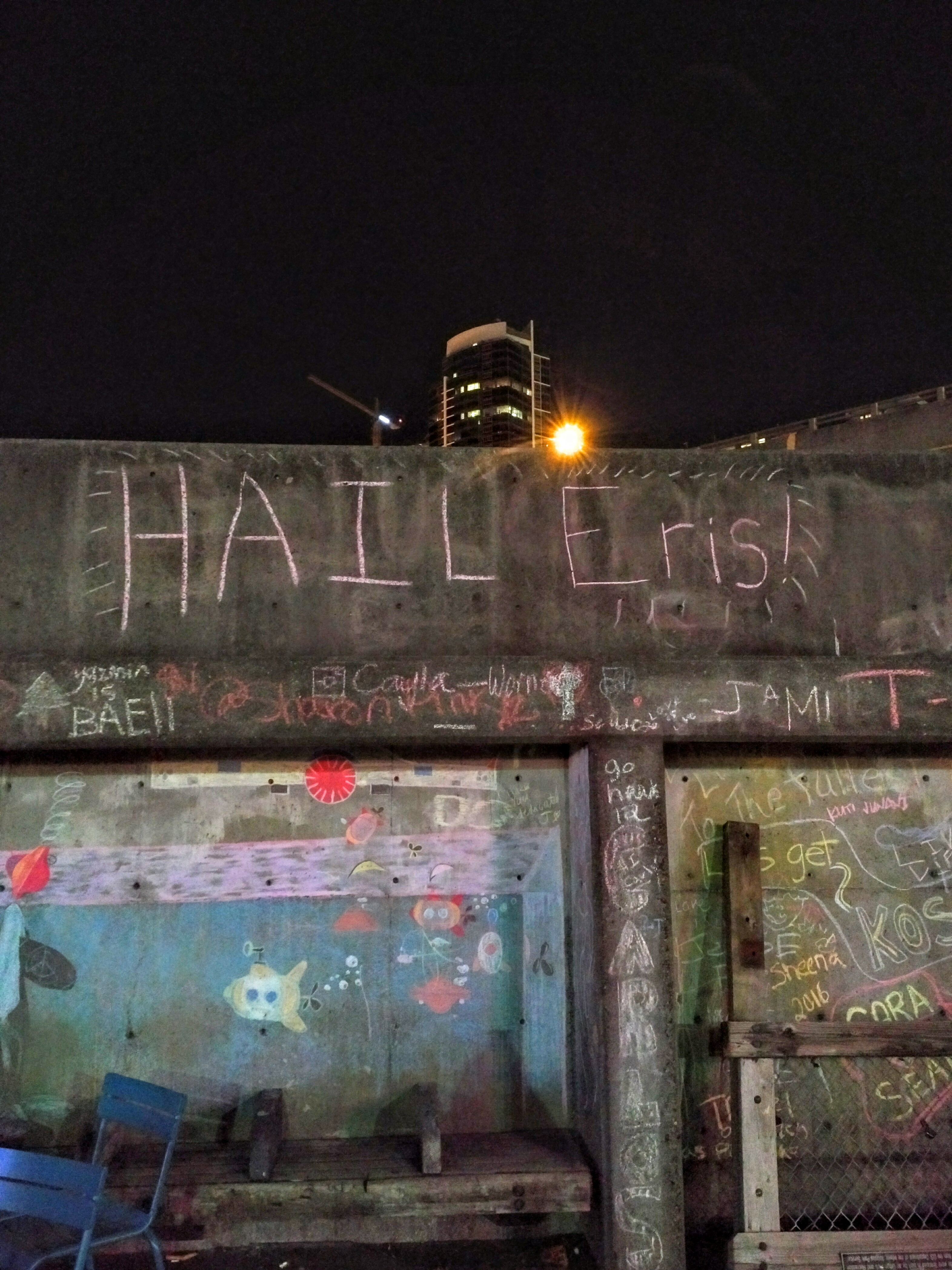
Agosto 2016 en Seattle, Discordianismo, Eris (mitología), Graffiti en Washington (estado), Ubicaciones no identificadas en Seattle, Washington

El discordianismo es una religión satírica que rinde culto a Eris, diosa grecorromana de la discordia. Fue fundada en 1957 por Greg Hill, también conocido como Malaclypse el Joven y Kerry Wendell Thornley, u Omar Khayyam Ravenhurst. La versión discordiana de Eris es considerablemente más amable que su a menudo malvada contraparte grecorromana, y a menudo se muestra como una fuerza positiva, aunque traviesa, de creación caótica. En Principia Discordia, el primer libro sagrado del discordianismo se dice:

Su genealogía es griega y es bastante confusa. O bien es la hermana gemela de Ares y la hija de Zeus y Hera, o bien es la hija de Nyx, diosa de la noche (que era la hija o la mujer de Caos), y su hermano, Erebus, y sus hermanos incluyen Muerte, Condena, Mofa y Amistad. Y engendró a Olvido, Pleito, Mentiras y a un montón de dioses y diosas parecidos.
Un día Mal-2 consultó con su Glándula pineal y le preguntó a Eris si de verdad era responsable de todas aquellas cosas terribles. Ella le dijo que a Ella siempre le habían gustado los antiguos griegos, pero que no se puede uno fiar de ellos para temas históricos. "Eran", añadió, "víctimas de la indigestión, ya sabes".
Baste decir que Eris no es ni odiosa ni malévola. Pero sí que es traviesa, y a veces un poco cabrona.

En Principia Discordia el mito según el cual Eris fue desairada y esto condujo indirectamente a la guerra de Troya aparece como el desaire original.

## En la cultura popular
El cuento popular de La Bella Durmiente está inspirado parcialmente en el mito griego de la boda de Tetis y Peleo, a la que Eris no fue invitada. En el cuento, un hada maligna maldice a una princesa al no ser invitada a su bautizo.
Eris es la principal antagonista de la película animada de 2003 Simbad: La leyenda de los siete mares; su voz es interpretada por Michelle Pfeiffer.
Eris es el antagonista principal de Eris, Diosa Maligna, la primera película de la serie de anime Saint Seiya, así como del anime y manga Saint Seiya Saintia Sho, si bien en dos personajes distintos.
En el programa televisivo Hércules: Los viajes legendarios, el personaje recurrente "Strife" (Discordia) es sobrino de Ares y siembra discordia para ayudar a los planes adicionales de este.
En la serie de Cartoon Network Las Sombrías Aventuras de Billy y Mandy, Eris se muestra con su manzana dorada de la discordia y es representada de manera cómica.
Eris aparece en un cameo en la novela de fantasía La casa de Hades como uno de los varios hijos de Nyx vistos en el libro.
Discordia aparece como personaje en "Xena: la princesa guerrera" como secuaz de Ares, dios de la guerra. En ella se le representa como una adolescente altanera y de malos modales, la típica chica mala. En un episodio intenta cobrar retribución (siendo nombrada por Ares como diosa de la retribución) por el asesinato de una caza-recompensas que iba tras la princesa guerrera. En otro episodio se muestra como contraparte de Afrodita. Al final de la quinta temporada es asesinada por Xena cuando se le brinda el poder de matar dioses.
En el videojuego Grand Theft Auto: San Andreas existe una marca de ropa con el nombre de Eris. Esta marca parodia a la marca Nike, que lleva también el nombre de una diosa.
En los Nuevos 52 Eris pasó a llamarse "Strife", una alcohólica con carácter sarcástico y venenoso.
En My Little Pony: Friendship Is Magic la versión romana del nombre Eris, Discordia, es tomada por un draconequus antagonista llamado Discord espíritu del caos teniendo cierta actitud problemática y caótica de Eris, aunque el nombre de Eris fue referenciado al principio por una versión femenina creado por los fanes y actualmente por la prima de Discord creada por la editorial IDW Publishing para la miniserie de cómics, Nightmare Knights.
En la Serie y Franquicia de Videojuegos de Lufia (Estpolis Denki en Japón), es una antagonista conocida como "Sinistral de la Muerte" y personaje secundario importante, de una forma algo indirecta, según su rol en cada juego.
Discordia aparece como personaje jugable en el videojuego SMITE como rol de maga en la línea central. Sus habilidades se basan en enfrentar a los enemigos, ser caótica e impredecible, y engañar con ilusiones a sus enemigos. En este videojuego también aparece su pariente Ares, y todos los demás dioses olímpicos. Aunque curiosamente, Discordia aparece en este juego en su versión romana, a pesar de que en el videojuego se menciona explícitamente que es la diosa griega Eris, que viajó a Roma y cambió su identidad tras el alboroto que provocó en el Olimpo, y entonces decidió ayudar al imperio romano en su crecimiento temprano.